# Kapitulation
 Der er for få eller ingen kildehenvisninger i denne artikel, hvilket er et problem. Du kan hjælpe ved at angive troværdige kilder til de påstande, som fremføres i artiklen.

Kapitulation er et middelalderlatinsk ord, som oprindelig blot betyder overenskomst. Senere er betydningen blevet indskrænket til at betyde overenskomst om overgivelse af en fæstning eller en militær enhed. Fra gammel tid har en kapitulation kunnet være "på nåde eller unåde", dvs. betingelsesløs for den tabende parts vedkommende, eller der har kunnet aftales visse betingelser, som f.x. fri afmarch for en fæstnings besætning.
Under 2. Verdenskrig stillede de allierede krav om, at Tyskland skulle kapitulere betingelsesløst, men i vor tid er en betingelsesløs kapitulation i realiteten ikke længere en mulighed, idet der altid vil være betingelser, som skal opfyldes af begge parter, herunder overholdelse af krigens love og sædvaner.
At man ønsker at forhandle med modparten f.x. om kapitulation, signaleres ved at vise det hvide flag – parlamentærflaget.